# Audi A5 Sportback
Audi A5 Sportback – samochód osobowy klasy średniej produkowany pod niemiecką marką Audi w latach 2009 - 2024.

## Pierwsza generacja

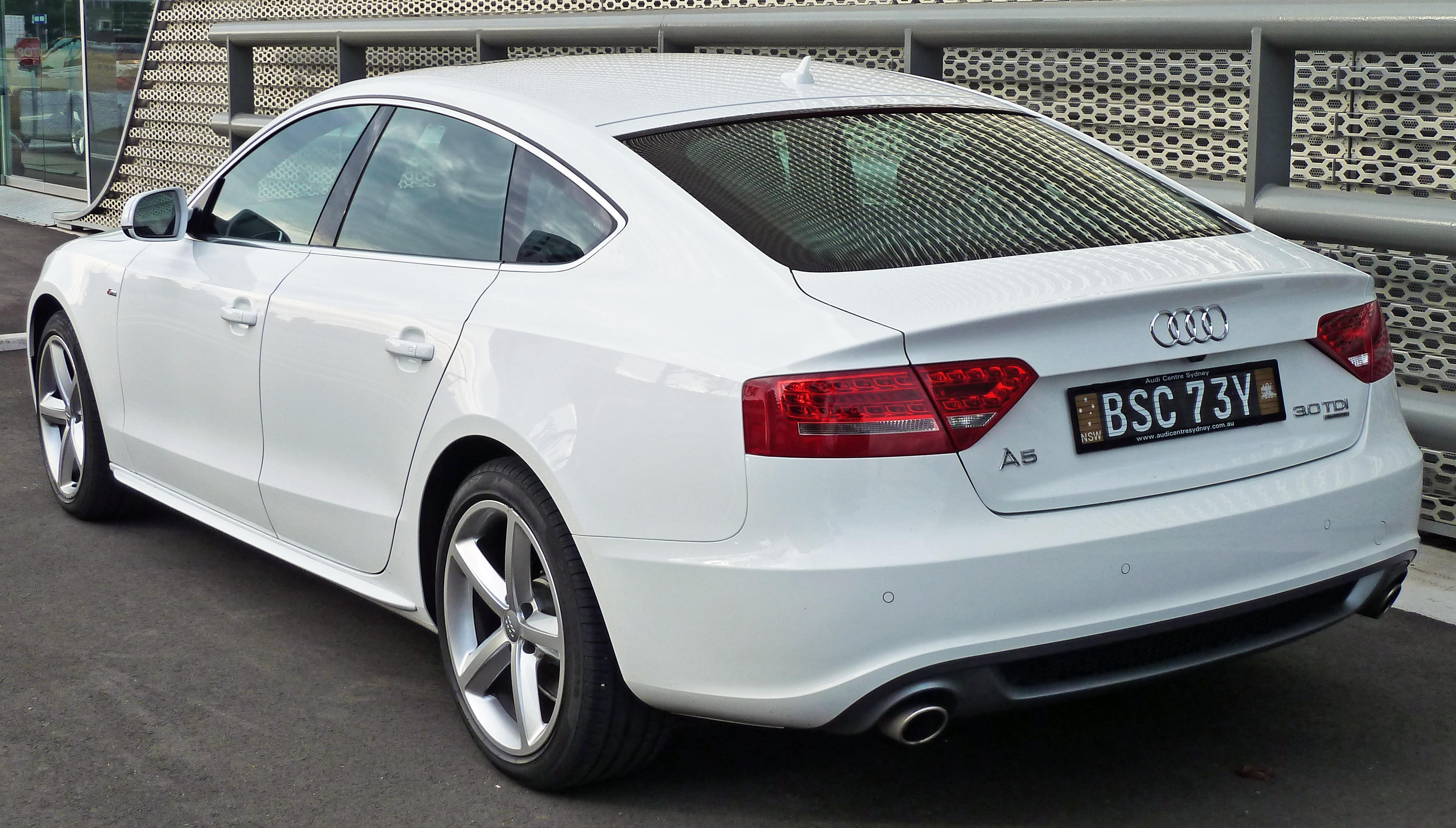
Audi A5 Sportback I (8T) - tył

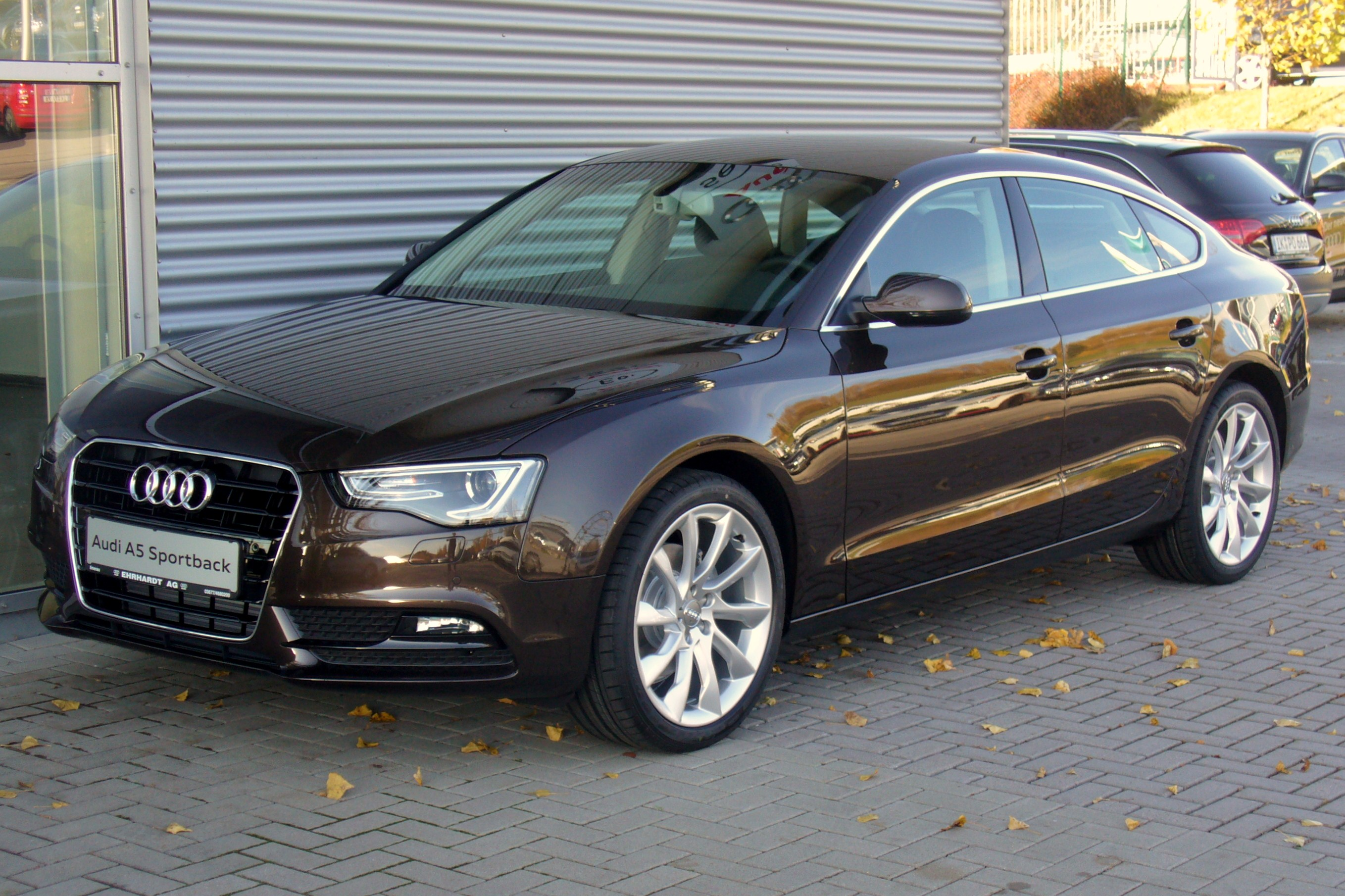
Audi A5 Sportback I (8T) po liftingu

Audi A5 Sportback I został zaprezentowany po raz pierwszy w lipcu 2009 roku.
A5 Sportback to zupełnie nowy model w gamie Audi, który dołączył do oferty producenta latem 2009 roku. Samochód oparto na wydłużonej platformie A5 Coupe, odróżniając się od niego większym rozstawem osi oraz większym nadwoziem we wszystkich pozostałych wymiarach. Samochód jest liftbackiem - klapa bagażnika otwiera się razem z szybą. Innym charakterystycznym elementem są bezramkowe drzwi. Gama silników została zaadaptowana z modelu A5, jednak oferta sportowych odmian ograniczyła się jedynie do "pośredniego" S5.

### Lifting
Model po modernizacji, podobnie jak reszta gamy A5, zadebiutował oficjalnie w listopadzie 2011 roku. W jego ramach, pojawił się zupełnie nowy kształt przednich reflektorów, przemodelowana atrapa chłodnicy oraz odświeżone zderzaki i wkłady tylnych lamp.

## Druga generacja

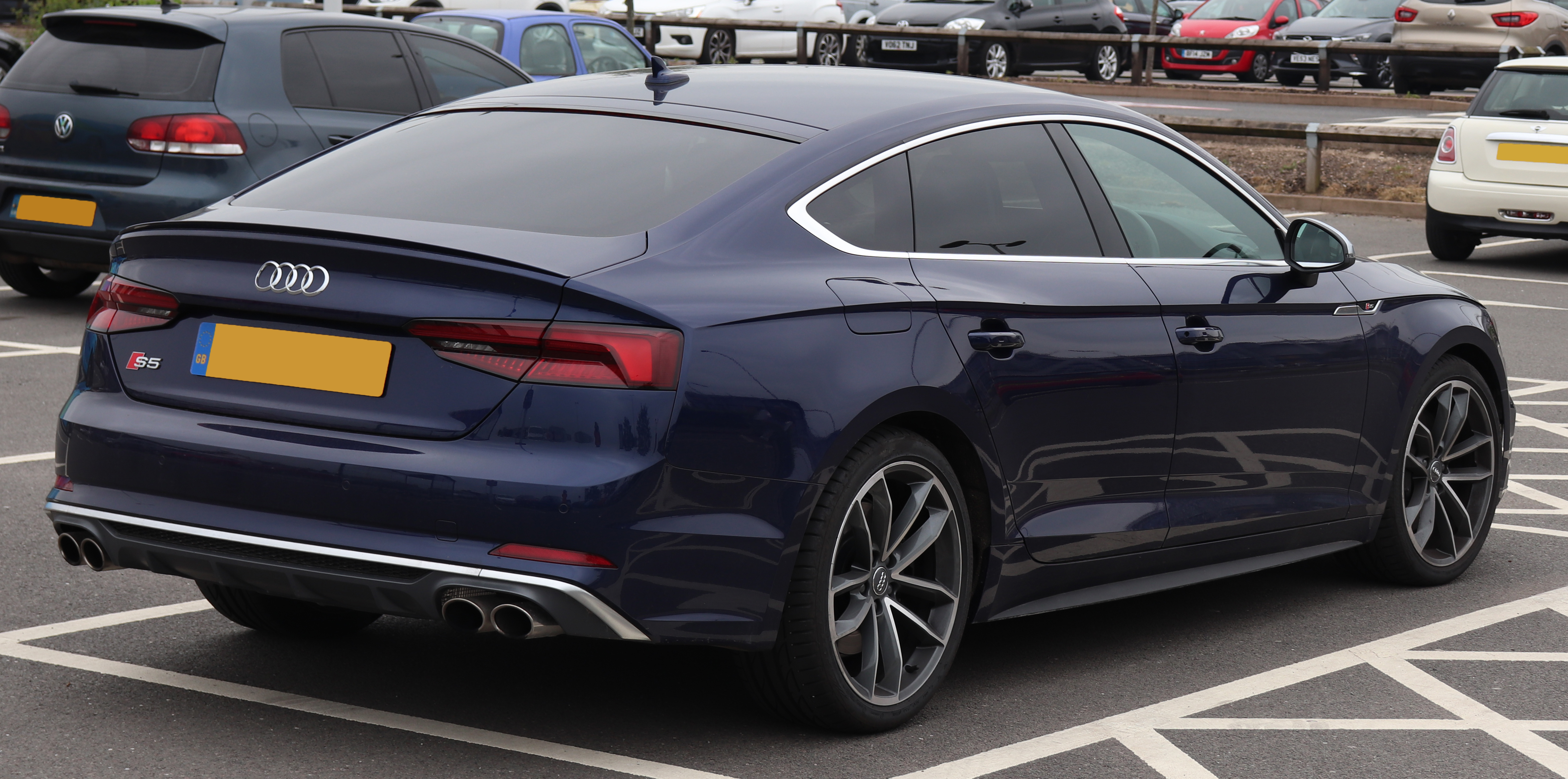
Audi S5 Sportback II (F5) - tył

Audi A5 Sportback II został zaprezentowany po raz pierwszy we wrześniu 2016 roku.
Druga generacja A5 Sportback zadebiutowała tym razem o wiele szybciej w stosunku do odmiany coupe A5, bo nie dwa lata, a dwa miesiące później - we wrześniu 2016 roku. Poziom różnic w stosunku do bazowego modelu został zachowany. Pięciodrzwiowy liftback od Audi klasy średniej jest wyraźnie dłuższy, szerszy i wyższy. W porównaniu do poprzednika samochód ma wyraźnie przestronniejszą kabinę pasażerską, co przekłada się m.in. na większą przestrzeń dla nóg dla pasażerów tylnego rzędu siedzeń.

### Lifting

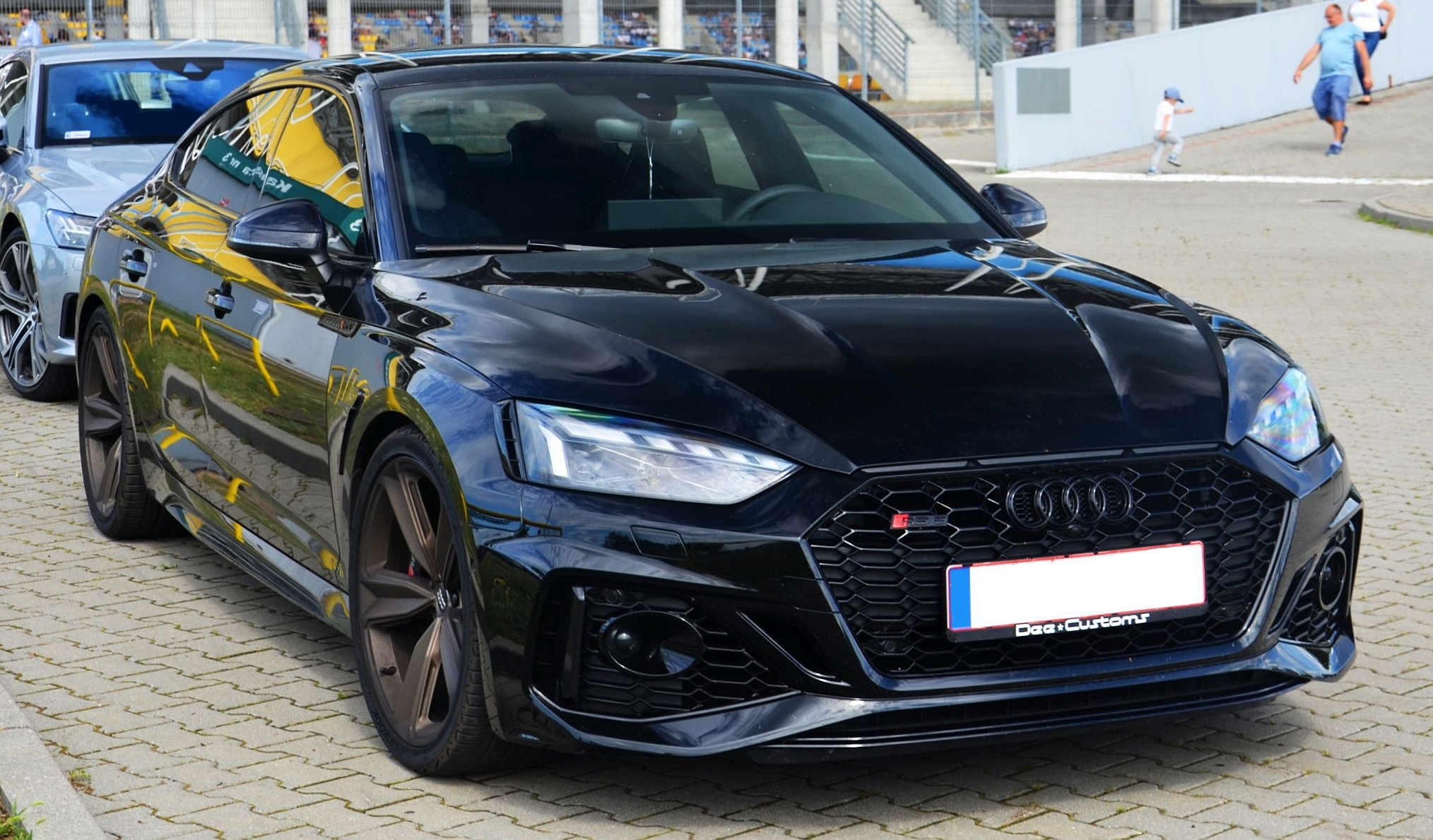
Audi RS5 Sportback po faceliftingu

We wrześniu 2019 roku Audi przedstawiło model po modernizacji. Podobnie jak w przypadku odmian coupe i cabriolet, zmodyfikowano wkłady reflektorów i tylnych lamp, a także kształt zderzaków i atrapy chłodnicy. Największą zmianą w środku jest większy ekran pozwalający na sterowanie systemem multimedialnym.

### Koniec produkcji i zmiana nazwy
W związku na nową polityką nazewnictwa Audi w której przydzielenie numerów parzystych będzie do samochodów elektrycznym a nieparzystym spalinowym, Audi A5 Sportback jako następca Audi A4 w wersji sedan, zostanie włączona do oferty Audi A5 mimo pozostania w formie liftbacka jako Audi A5 Limousine.